# Paul Hiepko

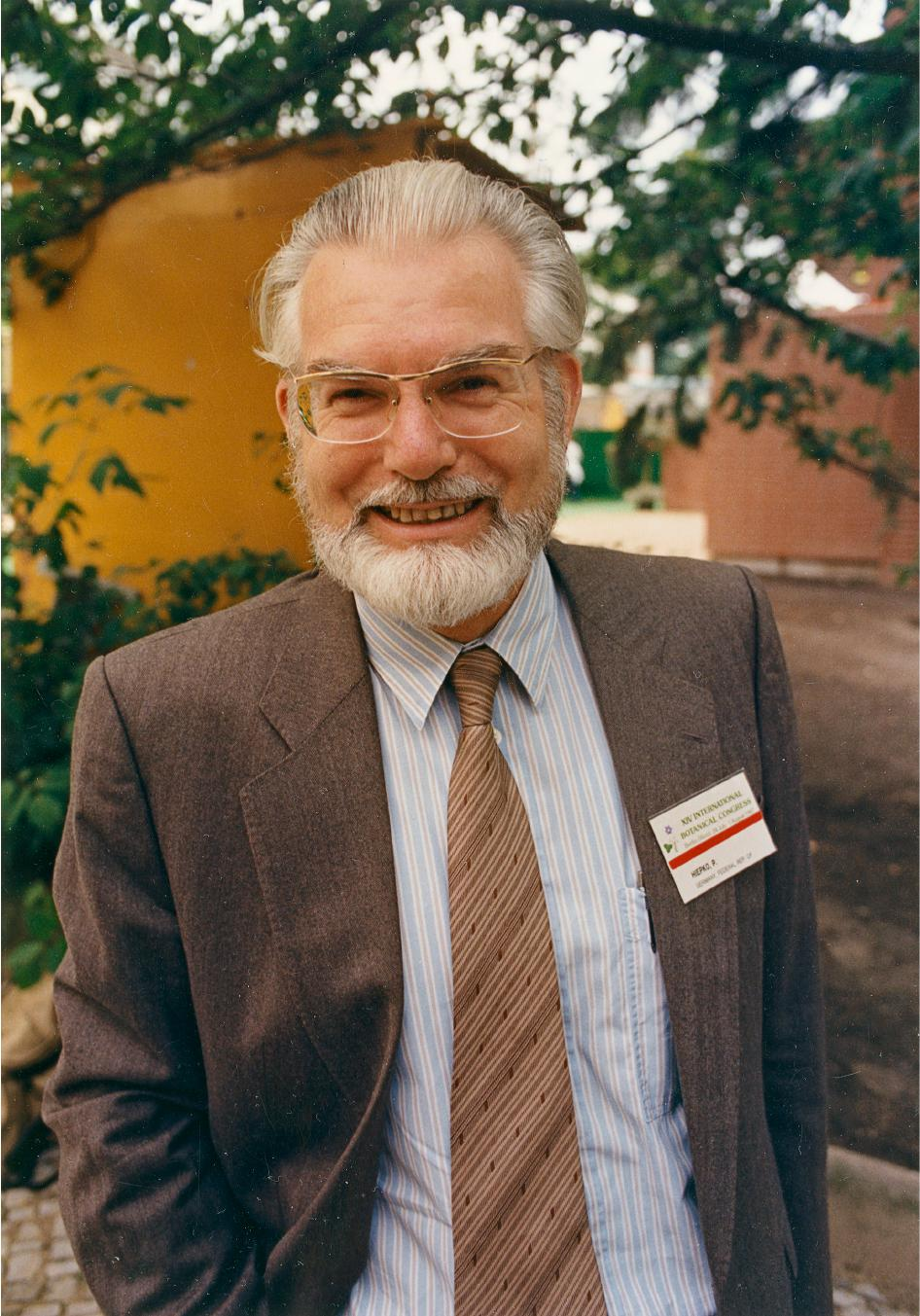
Paul Hiepko, 1987

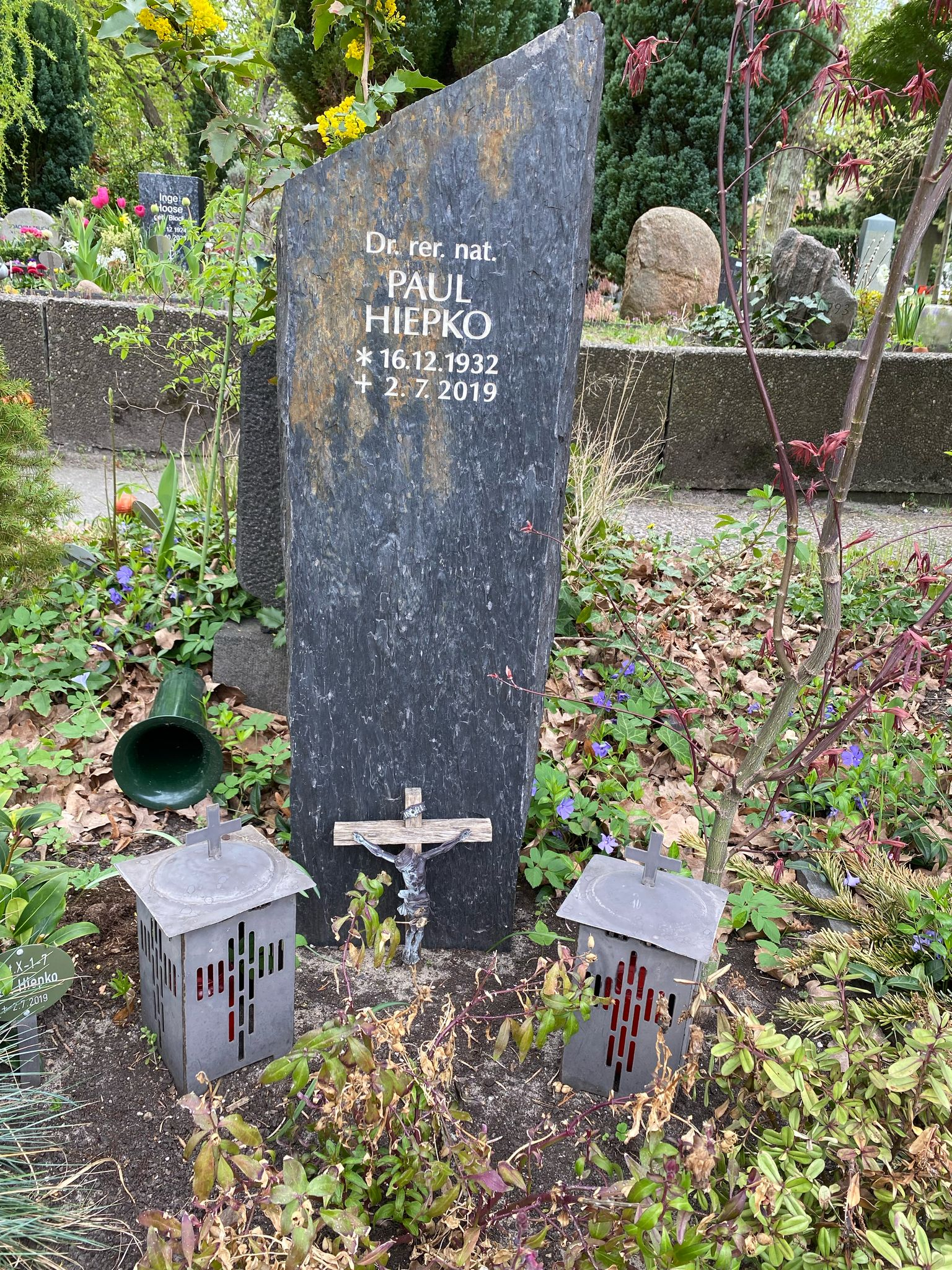
Grabstätte

Paul Hubertus Hiepko (* 16. Dezember 1932 in Quedlinburg; † 2. Juli 2019 in Potsdam) war ein deutscher Botaniker. Er war langjähriger Direktor am  Botanischen Garten und Botanischen Museum Berlin (BGBM) und maßgeblich an der Neu-Planung und Modernisierung des Herbariums dieser Institution beteiligt.
Außerdem war er viele Jahre Mit-Herausgeber der Zeitschriften Botanische Jahrbücher für Systematik, Pflanzengeschichte und Pflanzengeographie und Bibliotheca Botanica. Hiepko war der Experte für die Pflanzenfamilien Opiliaceae und Olacaceae.
Sein offizielles botanisches Autorenkürzel lautet „Hiepko“.
Paul Hiepko ruht auf dem Alten St.-Matthäus-Kirchhof in Schöneberg. 